# Cholekinetikum
Cholekinetika (Einzahl: das Cholekinetikum) sind Wirkstoffe, die eine Entleerung der Gallenblase (und der Gallengänge) durch Kontraktion hervorrufen.
Dazu zählen die Hormone Cholecystokinin, Vasopressin, Sincalid und Ceruletid, außerdem Curcumin (enthalten in der Kurkuma-Pflanze), verschiedene ätherische Öle, Sorbit und Magnesiumsulfat (Bittersalz).
Auch Eigelb hat eine cholekinetische Wirkung.
Die Wirkmechanismen der einzelnen Substanzen sind unterschiedlich. Eine therapeutische Bedeutung haben diese Wirkstoffe nicht, können aber diagnostisch zur Funktionsprüfung der Gallenblase verwendet werden (Sorbit, Magnesiumsulfat, Sincalid und Ceruletid).
Früher bezeichnete man diese Wirkstoffe zusammen mit den Choleretika (welche die Gallesekretion fördern) als Cholagoga.